# Aram Awagjan
Aram Awagjan (armenisch Արամ Ավագյան; englisch Aram Avagyan; * 18. Januar 1991 in Jerewan, Armenische SSR, Sowjetunion) ist ein armenischer Profiboxer im Federgewicht. Er qualifizierte sich 2016 im Bantamgewicht für die Olympischen Spiele in Rio de Janeiro.

## Amateurkarriere
Der rund 1,73 m große Linksausleger begann 2001 mit dem Boxen und bestritt bis 2015 rund 150 Kämpfe. Er war Teilnehmer der Jugend-Weltmeisterschaften 2008 in Guadalajara und der Jugend-Europameisterschaften 2009 in Stettin. Seinen ersten größeren Erfolg feierte er mit dem Gewinn der Silbermedaille bei den ersten U22-Europameisterschaften 2012 in Kaliningrad, als er nach Siegen gegen Dmitri Schukow, Qais Ashfaq und Cavid Çələbiyev, erst im Finalkampf gegen Wladimir Nikitin ausschied.
Sein Versuch der Teilnahme an den Olympischen Spielen 2012 in London, scheiterte bei den europäischen Ausscheidungskämpfen in Trabzon an Pawlo Ischtschenko.
2013 erreichte er mit Siegen gegen Gamal Yafai und Samir Məmmədov das Halbfinale der Europameisterschaften von Minsk, unterlag dann gegen Mykola Buzenko und gewann eine Bronzemedaille. Bei den Weltmeisterschaften desselben Jahres in Almaty besiegte er Gamal Yafai und Vittorio Parrinello, ehe er im Achtelfinale vom Kubaner Robeisy Ramírez gestoppt wurde.
Auch bei den Europameisterschaften 2015 in Samokow konnte er eine Bronzemedaille erkämpfen; diesmal scheiterte er im Halbfinale an Qais Ashfaq, nachdem er zuvor Matti Koota und Răzvan Andreiana geschlagen hatte. Bei den Europaspielen 2015 in Baku und den Weltmeisterschaften 2015 in Doha blieb er dann aber medaillenlos.
Bei der europäischen Olympiaqualifikation 2016 in Samsun erkämpfte er den dritten Platz und war damit für die Olympischen Spiele 2016 in Rio de Janeiro startberechtigt. Nach den Vorrundensiegen gegen Omar El-Hag und İbrahim Gökçek, war er gegen Cavid Çələbiyev unterlegen, schlug aber beim Kampf um den dritten Platz Mykola Buzenko. Bei den Olympischen Spielen gewann er die Vorrunde gegen Arashi Morisaka aus Japan, schied aber im Achtelfinale gegen Michael Conlan aus Irland aus.

## Profikarriere
Am 18. Dezember 2016 bestritt er sein Profidebüt in Russland. Am 19. Mai 2018 gewann er den Titel WBC International Silver. Im September 2018 boxte er ein Unentschieden gegen Jewgeni Smirnow und gewann im Mai 2019 gegen den ungeschlagenen Francisco Esparza.